# Spilosoma albida
Spilosoma albida är en fjärilsart som beskrevs av Max Bartel 1903. Spilosoma albida ingår i släktet Spilosoma och familjen björnspinnare. Inga underarter finns listade i Catalogue of Life.